# 마이클 바비리
마이클 바비리(Michael Barbieri, 2001년 ~ )는 미국의 배우이다.
뉴욕에서 태어났다.

## 영화
- 다크타워: 희망의 탑 (2017년) - 티미 역
- 스파이더맨: 홈커밍 (2017년) - 찰스 역
- 리틀 맨 (2016년)